# Saint-Grégoire (Tarn)
Saint-Grégoire è un comune francese di 439 abitanti situato nel dipartimento del Tarn nella regione dell'Occitania.

## Società

### Evoluzione demografica
Abitanti censiti